# This Is It (Lied)
This Is It ist ein Song des US-amerikanischen Sängers Michael Jackson, das am 12. Oktober 2009 nach seinem plötzlichen Tod veröffentlicht wurde. Es wurde von Jackson und dem Sänger Paul Anka geschrieben. Es handelt von der Begegnung der Liebe und wie sie dann wieder aufhört.

## Entstehung
This Is It wurde bereits 1983 von Jackson zusammen mit Paul Anka in dessen Homestudio aufgenommen. Anka war Co-Autor und spielte auf der Aufnahme auch Klavier.